# SnorriCam
SnorriCam (também chestcam, bodymount câmara, bodycam ou bodymount) é um do dispositivo de câmera usado no cinema, em que é montado de frente para o corpo do ator, então, quando o ator anda, ele não parece está se movendo, apenas tudo que está ao seu redor. SnorriCam apresenta uma dinâmica do ponto de vista da perspectiva do ator, proporcionando uma sensação incomum de vertigem para o espectador.